# أزمة حكومة تورينغن 2020

تكوين برلمان تورينغين عُقب انتخابات عام 2019
اليسار (Die Linke): 29 مقعد
الحزب الديمقراطي الاجتماعي (SPD): 8 مقاعد
الخضر (Grüne): 5 مقاعد
الحزب الديمقراطي الحر (FDP): 5 مقاعد
الاتحاد الديمقراطي المسيحي (CDU): 21 مقعد
البديل من أجل ألمانيا (AfD): 22 مقعد

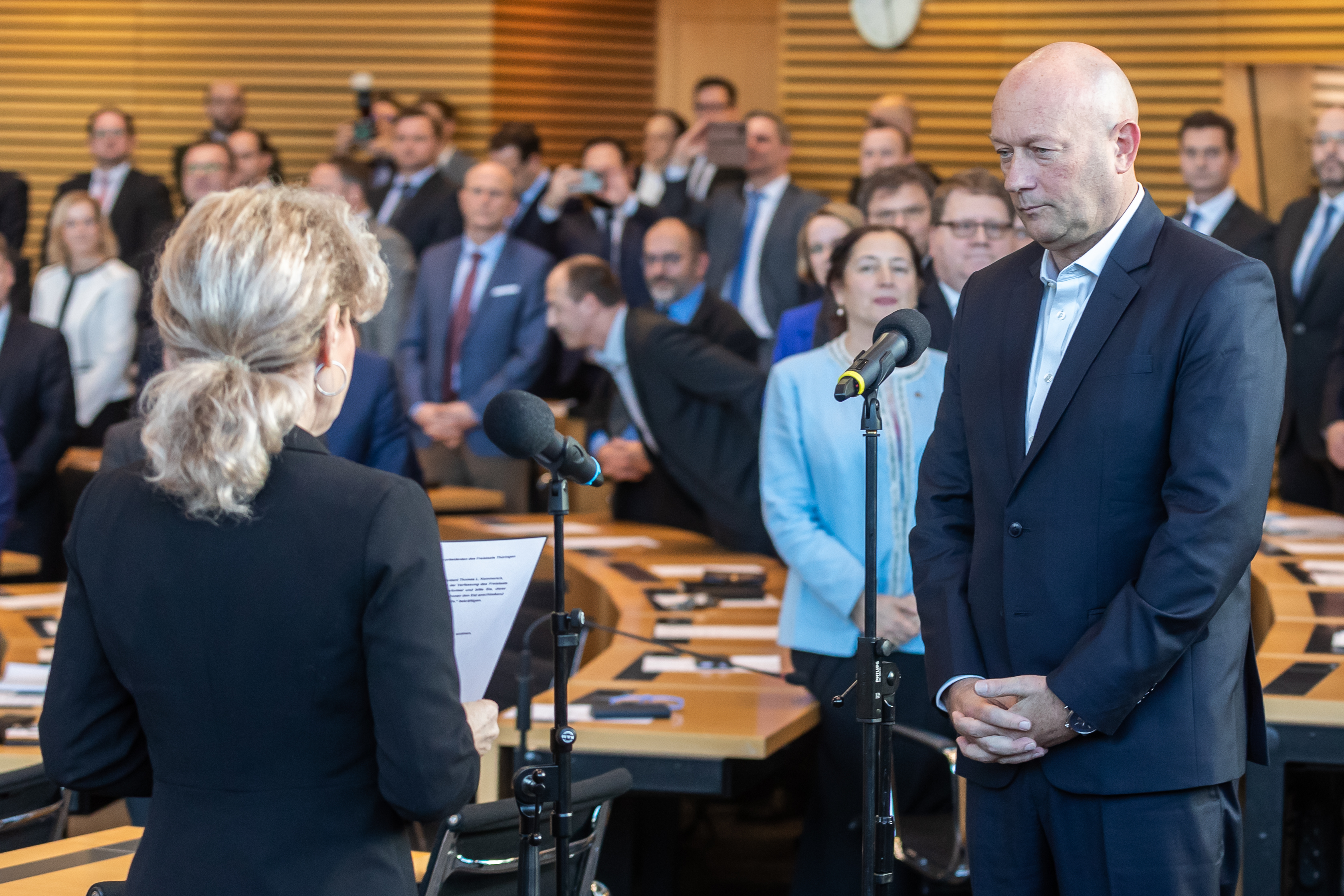
توماس كيمريش يؤدي اليمين الدستورية أمام بيرغيت كيلير، رئيسة برلمان الولاية

نشبت أزمة الحكومة في تورينغن (بالألمانية: Die Regierungskrise in Thüringen) (تُعرف أيضًا بأزمة تورينغين (بالألمانية: Thüringen-Krise)) بسبب انتخاب توماس كيمريش من الحزب الديمقراطي الحر (FDP) رئيساً لوزراء ولاية تورينغين بأصوات حزب البديل (AfD) والاتحاد الديمقراطي المسيحي (CDU) والحزب الديمقراطي الحر في 5 فبراير 2020. حظيت الانتخابات باهتمام محلي ودولي على حد سواء، لأنه ولأول مرة في تاريخ جمهورية ألمانيا الاتحادية يُنتخب رئيس وزراء ولاية بأصوات اليمين الشعبوي، وبعض الأصوات كانت من الجناح اليمني المتطرف في حزب البديل.
تشكلت الحكومة لاحقاً من رئيس الوزراء فقط لمدة أربعة أسابيع. استقال كيمريش في 8 فبراير 2020 وبقي قائماً بالأعمال حتى انتخاب بودو راميلو رئيساً للوزراء في 4 مارس 2020. بعد انتخاب كيمريش، لم يُسمى أي عضو في البوندسرات، وقرر هو نفسه عدم تمثيل تورينغين هناك. كما اِتَّهِمْ كيمريش بعدم المشاركة في شؤون الحكومة.
كانت الأزمة أيضاً نتيجة لانتخابات الولاية عام 2019 حيث لم يحقق أي تحالف الأغلبية الكافية. بعد انتخاب كيمريش المثير للجدل أُعلن عن تنحي أنغريت كرامب كارينباور من منصب الرئيس الاتحادي لحزب الاتحاد الديمقراطي المسيحي، وتنحي مايك مورينغ من منصب رئيس حزب الاتحاد الديمقراطي المسيحي ورئيس المجموعة البرلمانية في تورينغين، وتنحيت مفوض الحكومة الاتحادية للولايات الشرقية كريستيان هيرته.

## انتخابات ولاية تورينغن 2019
حتى انتخابات أكتوبر 2019 كان حزب اليسار في عهد رئيس الوزراء بودو راميلو -في المنصب منذ عام 2014- أقوى كتلة في البرلمان، لكن الحكومة الائتلافية السابقة (أحمر - أحمر - أخضر) خسرت الأغلبية المطلقة. اقترح كل من الاتحاد المسيحي الديمقراطي والحزب الديمقراطي الحر ما يسمى بتحالف زيمبابوي (أسود - أحمر - أصفر - أخضر)، لكن هذا أيضاً فشل في الحصول على الأغلبية. نظراً لعدم رغبة أي من الأحزاب الممثلة في برلمان الولاية في الدخول في مفاوضات مع كتلة حزب البديل بقيادة بيورن هوكه كان هناك احتمال ضئيل لوجود ائتلاف حكومي بأغلبية برلمانية. الاحتمالات النظرية التي نُقشت لتشكيل ائتلاف كانت أحمر -أحمر -أخضر بالإضافة إلى الحزب الديمقراطي الحر، وائتلاف حزب اليسار مع الاتحاد الديمقراطي المسيحي. في الفترة التي سبقت الانتخابات ناقشت وسائل الإعلام إمكانية استمرار بودو راميلو في تولي منصب رئيس الوزراء بطريقة التمثيل دون انتخابات برلمانية جديدة.